# Freedom Airlines
Freedom Airlines (рус. Фри́дэм э́йрла́йнс) — бывшая региональная авиакомпания Соединённых Штатов Америки, сертификат эксплуатанта FDKA087K. Деятельность авиакомпании находится в ведении компании Nevada Corporation (штаб-квартира в городе Ирвинг (Техас), США), входившая в состав авиационного холдинга Mesa Air Group. Была закрыта в 2010 году, последний авиарейс прошёл 31 августа.
Freedom Airlines работает под торговой маркой (брендом) Delta Connection магистральной авиакомпании Delta Air Lines, эксплуатирует воздушный флот, состоящий из самолётов Embraer EMB-145 и использует в качестве транзитного транспортного узла (хаба) Международный аэропорт имени Джона Кеннеди в Нью-Йорке. Ранее авиакомпания в рамках программы Delta Connection эксплуатировала только модели CRJ-900, однако контракт эксклюзивной эксплуатации впоследствии был расторгут, самолёты CRJ были переданы в управляющий холдинг Mesa Air Group и далее в авиакомпании Mesaba Airlines и Atlantic Southeast Airlines.

## История
Авиакомпания Freedom Airlines была образована в марте 2002 года и начала выполнение пассажирских перевозок в октябре того же года. Первоначально воздушный флот компании составляли самолёты Bombardier CRJ-900. Создание Freedom Airlines было обусловлено двумя главными причинами: необходимостью исполнения договорных обязательств по контракту с фирмой Bombardier (аналогично тому, как создавался дочерний перевозчик America West Express в авиакомпании America West Airlines) и для заключения партнёрских соглашений между холдингом Mesa Air Group и авиакомпанией US Airways для работы под торговой маркой US Airways Express. Коллективный договор между профсоюзом US Airways и Ассоциацией пилотов авиакомпаний США запрещал заключение код-шеринговых соглашений с региональными авиакомпаниями на эксплуатацию реактивных самолётов с количеством пассажирских мест более семидесяти, поэтому партнёрский контракт подписан не был.
Freedom Airlines эксплуатировала CRJ-700 и CRJ-900 от имени авиакомпании America West Airlines. После того, как ограничительные требования US Airways к самолётам региональных компаний были существенно ослаблены, все реактивные самолёты CRJ-700 и CRJ-900 были переданы в оперативное управление авиакомпании Mesa Airlines. Для сохранения действующего свидетельства эксплуатанта в Freedom Airlines был передан один турбовинтовой Beechcraft 1900D, который не использовался на регулярных перевозках и служил в качестве запасного самолёта для Air Midwest в рамках партнёрской программы America West Express, аналогично тому, как самолёты De Havilland Canada Dash 8 авиакомпании Mesa Airlines находились в резерве по той же программе.
В октябре 2005 года Freedom Airlines начала коммерческие перевозки под брендом Delta Connection магистральной авиакомпании Delta Air Lines.

### Контракт на ERJ-145
7 апреля 2008 года управляющая компания Mesa Air Group вступила в процедуру судебных разбирательств с авиакомпанией Delta Air Lines, которая попыталась расторгнуть контракт на использование самолётов Embraer ERJ 145 в пассажирских перевозках под брендом Delta Connection. 29 мая 2008 года федеральный суд отказал Дельте в расторжении контракта с Freedom Airlines, тем не менее 20 июля 2008 года Mesa Air Group пришлось воспользоваться положениями Главы 11 Кодекса США о банкротстве. В результате проведения процедуры банкротства холдингу пришлось сократить около 700 рабочих мест (14 процентов от всего штата сотрудников), а также уменьшить количество эксплуатируемых самолётов Embraer ERJ 145 до 25 единиц.

### Контракт на CRJ-900
В августе 2008 года управляющая компания Mesa Air Group объявила о расторжении авиакомпанией Delta Air Lines договора на использование самолётов CRJ-900. Как и в случае с ERJ-145, руководство Mesa утверждало, что причиной аннулирования контракта стали намерения Дельты сократить операционные расходы, а также неспособность CRJ-900 обеспечить спрос на объёмы региональных авиаперевозок. В отличие от контракта на использование ERJ-145, в данном случае суд принял сторону Delta Air Lines и договорные отношения по эксплуатации CRJ-900 были прекращены.
Семь самолётов CRJ-900 были переданы в Дельту без каких-либо финансовых компенсаций холдингу Mesa Air Group и в настоящее время работают в региональной авиакомпании Pinnacle Airlines. После поступления в Pinnacle Airlines собственных заказанных CRJ-900, пять самолётов будут переданы в Mesaba Airlines, а остальные — в авиакомпанию Atlantic Southeast Airlines.

## Направления полётов
По состоянию на конец 2008 года авиакомпания выполняла регулярные рейсы под торговой маркой Delta Connection в следующие аэропорты:
- Джорджия
  - Атланта — Международный аэропорт Хартсфилд-Джексон Атланта хаб
- Иллинойс
  - Чикаго — Международный аэропорт О'Хара
- Индиана
  - Индианаполис — Международный аэропорт Индианаполиса
- Мэн
  - Портленд — Международный аэропорт Портленда
- Мэриленд
  - Балтимор — Международный аэропорт Балтимор-Вашингтон
- Массачусетс
  - Бостон — Международный аэропорт Бостона Логан
- Миннесота
  - Миннеаполис/Сент-Пол — Международный аэропорт Миннеаполис/Сент-Пол
- Нью-Йорк
  - Буффало — Международный аэропорт Баффало Ниагара
  - Международный аэропорт имени Джона Кеннеди хаб
  - Рочестер — Международный аэропорт Рочестер
- Пенсильвания
  - Филадельфия — Международный аэропорт Филадельфии
- Род-Айленд
  - Уорик — Аэропорт имени Т. Ф. Грина
- Техас
  - Даллас/Форт-Уэрт — Международный аэропорт Даллас/Форт-Уэрт
  - Хьюстон — Международный аэропорт Хьюстона Интерконтинентал
- Вермонт
  - Барлингтон — Международный аэропорт Барлингтон
- Виргиния
  - Норфолк/Виргиния-Бич — Международный аэропорт Норфолка
  - Ричмонд — Международный аэропорт Ричмонда
- Вашингтон
  - Международный аэропорт Вашингтона Даллес

## Флот
По состоянию на 12 сентября 2008 года действующий воздушный флот Freedom Airlines состоял из следующих самолётов: